# Imperio bizantino bajo la dinastía Ángelo
El Imperio bizantino es el término usado convencionalmente desde el siglo XIX para describir a la mitad de Imperio romano de origen étnico y habla griega que perduró durante toda la Edad Media. Como la continuación directa del Imperio romano, Bizancio sobrevivió a la caída del Imperio Romano de Occidente durante la Antigüedad tardía y continuó existiendo hasta su conquista por el Imperio otomano en 1453. Durante este tiempo, muchas dinastías imperiales diferentes gobernaron sobre el imperio; en el contexto de la historia bizantina, el período c. 1185-c. 1204 estuvo bajo la dinastía Ángelo.
Los Ángelos subieron al trono después de la deposición de Andrónico I Comneno, el último Comneno de línea masculina en subir al trono. Los Ángelos eran descendientes de mujeres de la dinastía anterior. Mientras estuvieron en el poder, los Ángelos no pudieron detener las invasiones de los turcos del Sultanato de Rum, el exitoso levantamiento y resurrección del Imperio búlgaro, y la pérdida de la costa dálmata y gran parte de las áreas balcánicas ganadas por Manuel I Comneno al Reino de Hungría.
Una combinación de incompetencia y luchas intestinas amargas entre la élite vio a Bizancio perder permanentemente su capacidad financiera y poder militar; sus políticas previas de apertura con Europa occidental, seguidas de la repentina Masacre de los Latinos bajo Andrónico, habían precedido al gobierno de los Angelo haciendo enemigos entre los estados de Europa Occidental. El debilitamiento del imperio bajo la dinastía invitó al fin del Imperio bizantino centrado en Constantinopla cuando en 1204 soldados de la Cuarta Cruzada derrocaron al último emperador Ángelo, Alejo V Ducas.
La Cuarta Cruzada es vista hoy por los historiadores como la sentencia de muerte del Imperio Bizantino. Por lo tanto, no es exagerado sugerir que los Ángelo condujeron a Bizancio a su desaparición definitiva. Cada emperador de la dinastía Ángelo fue depuesto o asesinado, con la excepción de Isaac II Ángelo, que fue restaurado por un breve tiempo después de su deposición.

## Antecedentes

### El final de laRestauración Comneno

#### Alejo II Comneno
Cuando Manuel I Comneno murió el 24 de septiembre de 1180, le sucedió su hijo Alejo, de 11 años. Pasó "toda su vida jugando o persiguiendo, y contrajo varios hábitos de perversidad pronunciada". En consecuencia, este niño, incapaz de gobernar física y mentalmente, gobernó con una regencia dirigida por su madre, María de Antioquía. Sus conexiones sanguíneas francas le garantizaban el odio del Imperio ya que el Principado de Antioquía era en ese momento uno de los vasallos más rebeldes de Bizancio.
El odio hacia los latinos había crecido en todo el Imperio y la capital, principalmente debido a los celos de los comerciantes bizantinos por las políticas pro occidentales de Manuel Comneno y su abuelo paterno, Alejo I, cuyos generosos términos comerciales con la República de Venecia. vieron el establecimiento de una colonia franca en la capital. Luego, María decidió nombrar a un impopular bizantino pro occidental también llamado Alejo Comneno, sobrino de Manuel, para ser su principal asesor en la regencia. Se dice que "estaba acostumbrado a pasar la mayor parte del día en la cama ... cada vez que aparecía el sol, buscaba la oscuridad, como una bestia salvaje; disfrutaba frotándose los dientes en descomposición y poniéndose nuevos en lugar de los que se habían caído en la vejez.

#### Andrónico I Comneno
La incompetencia de la regencia de Alejo llevó a mucha corrupción en todo el Imperio. No es de extrañar, por tanto, que Andrónico Comneno, nieto de Alejo I, decidiera que era el momento adecuado para alzarse en rebelión contra el Emperador. Andrónico tenía más de 6 pies (1,8 m) de altura; sus halagos robaron los corazones de muchas mujeres nobles y con ello ganaron la ira de sus esposos. Exiliado por Manuel Comneno, regresó en 1180 después de su muerte. A pesar de su edad de 64 años en 1182, Andrónico mantuvo la buena apariencia de sus cuarenta. En agosto de ese año, Andrónico inició una rebelión marchando hacia la Capital. El ejército y la armada no dudaron en unirse a él y pronto estalló una rebelión en Constantinopla en nombre de Andrónico. Luego se produjo la masacre de latinos, y las mujeres, los niños e incluso los enfermos en los hospitales de la capital no mostraron piedad. Los derechos comerciales de los venecianos, otorgados por Alejo casi un siglo antes, también fueron revocados. Estas acciones convirtieron al imperio en un enemigo poderoso en Europa occidental. El emperador y su madre, María de Antioquía, fueron enviados a una villa imperial.
María Comneno, hija de Manuel Comneno de su primera esposa Bertha de Sulzbach, fue envenenada junto con su esposo Renier de Montferrato. Luego, la madre de Alejo, María de Antioquía, fue estrangulada en su celda. Cuando Andrónico finalmente fue coronado coemperador en septiembre de 1183, esperó dos meses antes de deshacerse de Alejo II. Luego, tomó a su esposa Inés de Francia, de 12 años, para sí mismo, consumando el matrimonio.
Al principio, Andrónico gobernó sabiamente: comenzó atacando la corrupción al recaudar los impuestos y la administración del imperio. En poco tiempo, su duro gobierno del Imperio dio lugar a enemigos en todos los rincones del mismo; los aristócratas en Anatolia estaban conspirando contra su gobierno, Isaac Comneno declaró a Chipre un reino independiente y Béla III de Hungría, anteriormente comprometido con María Comneno, comenzó a saquear ciudades a lo largo de Dalmacia y Croacia. Sin embargo, estas calamidades no fueron nada en comparación con la tormenta que había permanecido latente, los normandos del Reino de Sicilia.
Entre finales de 1184 y principios de 1185, Guillermo II de Sicilia reunió una hueste de 80 000 soldados y marineros y unos 200–300 barcos para conquistar el imperio. Andrónico, a pesar de su gran reputación militar, quedó paralizado por la indecisión. La guarnición en Durrazo no tenía provisiones para un asedio y los defensores se rindieron sin resistencia. El enorme ejército normando continuó marchando hacia el este, saqueando ciudades sin ningún intento de los bizantinos de atacarlas. Finalmente, llegaron a Tesalónica, la segunda ciudad del imperio. Los normandos conocían muy bien la importancia de la ciudad: su puerto le daba el control del mar Egeo y su fácil acceso al mar la convertía en una joya en el Mediterráneo que rivalizaba incluso con Constantinopla. Sin embargo, los bizantinos hicieron poco para detener una brutal masacre, violación y profanación de las iglesias y edificios en el interior. Un cronista contemporáneo escribió: "Estos bárbaros...llevaron su violencia al pie de los altares. Se pensaba extraño que desearan destruir nuestros íconos, usándolos como combustible para los fuegos en los que cocinaban. Más criminal aún, bailaban sobre los altares ante los cuales temblaban los ángeles, y cantaban canciones profanas. Luego se meaban por toda la iglesia, inundando los pisos con su orina".
Más tarde, el ejército normando marchó tierra adentro hacia Mosinópolis, a medio camino de Constantinopla. La población en ese momento era de unos 300 000 y cualquier revuelta popular significaría el fin del régimen impopular de Andrónico. Sus esfuerzos para contener la amenaza de "los bárbaros" fueron de doble naturaleza: reunió una fuerza de 100 barcos en la capital y trajo tropas para fortalecer los muros de Constantinopla.
Sin embargo, no sería Andrónico quien lucharía contra los normandos, sino Isaac Angelos, bisnieto de Alejo I, fue predicho por un adivino que algún día gobernaría el imperio. Andrónico no pudo soportar tal profecía y ordenó su arresto inmediato por el cortesano Esteban Hagiocristoforites. Esto resultó contraproducente para Andrónico, con Isaac matando a Esteban y despertando a los ciudadanos dentro de Hagia Sophia para levantarse en una revuelta. Las cárceles se abrieron y los prisioneros se unieron al motín. Andrónico parece haber tomado esto a la ligera, como otra rebelión más para destruir; solo cuando los guardias del palacio se negaron a obedecerlo se dio cuenta de la magnitud del peligro. Planeaba escapar con su esposa adolescente Inés de Francia y su concubina Maraptike a bordo de una galera. Fue atrapado antes de que pudiera escapar y sufrió mucho por ello: "Lo golpearon, lo apedrearon, le arrojaron basura. Una mujer de las calles le echó agua hirviendo sobre la cabeza ... Luego lo colgaron de sus pies a un camello y lo arrastraron. Finalmente, después de mucha agonía, murió, llevándose la mano restante a la boca; lo que hizo en opinión de algunos, para que pudiera chupar la sangre que fluía de una de sus heridas".

## Isaac II Angelo
El reinado de Isaac II siguió un patrón similar al de su predecesor. Heredó un imperio en crisis, los normandos en el oeste (principal motivo de esta crisis), a solo 200 millas (320 km) de Constantinopla, no desaparecieron con la rebelión. Reuniendo a todos los soldados que podían salvarse en las cercanías, Isaac ordenó a Alexios Branas, su general más capaz, que expulsara a los normandos, que habían perdido toda disciplina y se habían vuelto demasiado confiados y gordos en su anticipación de una victoria fácil en la capital. Después de una pequeña pero desmoralizadora derrota para los normandos, comenzaron las negociaciones. Sin embargo, los griegos estaban ansiosos por acabar con el enemigo y otro asalto de Branas provocó la destrucción del ejército normando.
En ausencia del principal ejército bizantino, los búlgaros también se rebelaron bajo Pedro IV de Bulgaria. El momento no podría haber sido mejor, ya que Bizancio aún se estaba recuperando de un golpe sangriento y una invasión desastrosa. Isaac resolvió pacificar la rebelión búlgara con fuerza y encabezó una expedición militar al norte. El ejército bizantino fue emboscado de una manera que recuerda la batalla de Manzikert y el fiasco anterior en Pliska. El último intento de hacer cumplir la autoridad bizantina sobre Bulgaria coincidió con los últimos intentos genuinos de Isaac de dirigir el Imperio; según los estudiosos, a partir de entonces, las políticas de Isaac rara vez fueron más que reaccionarias.
El reciente resentimiento antilatino en el Imperio llevó a los estados cruzados a perder su protección de Bizancio. Sin embargo, mientras que los estados cruzados no deberían y no confiaron en Bizancio para su protección, los bizantinos sí lo hicieron, ya que mantuvo el agresivo expansionismo del Islam bajo control. Esto no podría estar más lejos de la verdad en lo que respecta al Principado de Antioquía. Con la caída de Jerusalén en 1187 ante Saladino, fue Europa occidental la que inmediatamente representó una amenaza para el Imperio. Una nueva Cruzada fue declarada por el recientemente elegido Papa Gregorio VIII.
Muchos respondieron al llamado y un ejército de unos 200 000 en total participó -aproximadamente 150 000- 100 000 hombres fueron enviados solo por el Sacro Imperio Romano, un rival natural de Bizancio a la reclamación imperial. El rey Enrique II de Inglaterra murió y no cumplió su voto cruzado. Sin embargo, su hijo y sucesor, Ricardo I de Inglaterra, hizo el voto y, junto con su rival, Felipe II de Francia se lanzó al mar para recuperar Tierra Santa. Los tres cruzados tenían algunos puntos que saldar con Bizancio: Ricardo era cuñado de Guillermo II de Sicilia a través del matrimonio de este último con su hermana Juana de Inglaterra. Él demostraría ser tan aventurero como su pariente. Felipe había oído hablar de los sufrimientos de su propia hermana, Inés de Francia. Ninguno de estos se compararía con el peligro que representa Federico I, Sacro Emperador Romano. Con casi setenta años, Federico había peleado en muchas batallas y acusado a toda costa en la búsqueda de la victoria. Por lo tanto, no había duda de que su ejército destruiría todo a su paso a su camino a Jerusalén con facilidad, siempre que el Imperio Bizantino le diera los medios para hacerlo.

### Tercera cruzada
La Tercera Cruzada partió así con el objetivo de hacer retroceder a los "infieles" que habían tomado Jerusalén. La ruta marítima de Ricardo y Felipe significaba que no tendrían que depender de sus contrapartes griegas para obtener suministros o permiso para pasar. La extraña excepción se produjo cuando Ricardo aplastó la rebelión de Isaac Comneno y se niega a devolver la isla de Chipre a Bizancio, usándola para domar a su vasallo rebelde Guy de Lusignan, ex Rey de Jerusalén. El nuevo Reino de Chipre existiria desde 1192 a 1489 antes de ser anexado por la República de Venecia.
La marcha de Federico fue un asunto diferente. Su ejército era demasiado grande para cualquier flota imperial y tomó la ruta terrestre a través de Anatolia. Mientras se acercaba a Bizancio, Stefan Nemanja, del estado serbio de Raška, y el mencionado Pedro IV de Bulgaria, concluyeron apresuradamente una alianza anti-bizantina con el Sacro Emperador Romano. Isaac decidió enviar a su ejército a encontrarse con Federico, pero el plan fracasó cuando el comandante del ejército inició negociaciones secretas para derrocar a Isaac.
En pánico por la llegada repentina y abrumadora del ejército oponente, Isaac se negó a ofrecer apoyo a Federico, encarcelando a sus enviados. Furioso por esta "traición griega", Federico ordenó a su hijo Enrique, rey de los romanos, que se había quedado en Alemania, que pidiera permiso al papa Clemente III para atacar a los cristianos griegos. Una flota imperial occidental también se movilizó para el transporte para cruzar en Asia mientras preparaba un asalto a Constantinopla. Al darse cuenta de que estaba condenado de cualquier manera, Isaac decidió permitir que los cruzados cruzaran los Dardanelos, un cruce más alejado de Constantinopla que el Bósforo, y proporcionó el transporte requerido para una tarea tan inmensa.
Isaac no pudo aprovechar el caos del ejército de los cruzados. Mientras marchaba por la península de Anatolia, se encontró con frecuentes incursiones turcas, a pesar de los gestos oficiales de amistad del Sultanato de Rûm bajo Kilij Arslan II. No soportando quedarse y no hacer nada, Federico saqueo Iconium, capital del Sultanato, antes de continuar.  Isaac no tomó la iniciativa y Kilij Arslan II regresó más tarde para reclamar su capital caída. El ejército de Federico luego se disolvería lenta pero seguramente después de que el Sacro Emperador Romano fuera encontrado muerto (se presume que se ahogó en un río, sufrió un ataque al corazón o quizás ambos). Estos soldados cansados harían más saqueos y daños cuando se retiraran a Europa.
Mientras tanto, la Tercera Cruzada logró un éxito efímero: después de algunas victorias indecisas contra Saladino, Ricardo se vio obligado a partir hacia Francia, donde llegaron rumores de traición planeada por su hermano menor Juan, Señor de Irlanda, y de las intenciones de su ex aliado Felipe II, que había abandonado la Cruzada poco después del Asedio de Acre, para conquistar el Ducado de Normandía.

### Cruzada de 1197
Otra cruzada menor fue propuesta por el nuevo Emperador del Sacro Imperio Romano, Enrique VI. El ex rey de romanos había sucedido a su padre Federico y era libre de perseguir nuevas campañas. Sin embargo, pronto se desviará en una campaña contra Tancredo de Sicilia, reclamando el trono en nombre de su esposa Constanza de Sicilia. Con el Sacro Imperio Romano y el Reino de Sicilia luchando entre sí, sus dos principales rivales occidentales dejaron de perturbar al Imperio Bizantino hasta que Enrique VI ganó esta guerra en 1194.
Después de esta victoria, Enrique VI decidió reanudar su cruzada contra los sarracenos. En la Pascua de 1195, escribió una severa carta al emperador bizantino Isaac Ángelo exigiendo un gran tributo para pagar sus tropas mercenarias. Sin embargo, Isaac fue derrocado en un golpe de Estado por su hermano mayor Alejo III Ángelo. Emperador sumamente incompetente, inmediatamente se sometió a las demandas de Enrique VI, fundiendo reliquias valiosas para obtener la riqueza necesaria para pagar a Enrique VI.
Sin embargo, todo esto se desperdiciaria cuando Enrique VI murió de fiebre en Messina el 28 de septiembre de 1197. Después de su muerte, muchos de los nobles de mayor rango abandonaron la cruzada para proteger sus intereses en el Sacro Imperio Romano. Cuando estalló la guerra civil poco después, la cruzada se encontró sin líder y en 1198 los cruzados se retiraron a Tiro y se embarcaron hacia su hogar. El resultado fue que la cruzada tuvo el efecto perjudicial de destruir la dignidad y la riqueza de Bizancio y no ayudarla contra los turcos. Sin embargo, debe decirse que los bizantinos después de 1180 no tuvieron planes serios para reclamar Anatolia de los turcos, por lo que la cantidad de territorio que Enrique VI o su predecesor, Federico I, tomaron pudo haber tenido poca importancia a largo plazo.

### Cuarta Cruzada

Mapa de la cruzada

En 1198, el papa Inocencio III abordó el tema de una nueva cruzada a través de legados y cartas encíclicas. Había pocos monarcas dispuestos a liderar la Cruzada; Ricardo I de Inglaterra estaba luchando contra su antiguo aliado cruzado Felipe II Augusto. Mientras tanto, el Sacro Imperio Romano estaba siendo devastado por la guerra civil, [13] ya que Felipe de Suabia y Otón de Brunswick habían sido elegidos reyes de Alemania por facciones rivales. El dividido Sacro Imperio Romano no estaba en condiciones de ayudar a su rival en autoridad religiosa en ninguna empresa militar.
En cambio, el Papa buscó nobles dispuestos a liderar la Cruzada, de la misma manera que la Primera. Teobaldo III, conde de Champagne, fue visto como el candidato ideal para liderar la cruzada. Su madre, María de Francia, era hija de Luis VII de Francia y su primera esposa, Leonor de Aquitania, convirtiendo a María en una media hermana paterna de Felipe II de Francia y media hermana materna de Ricardo I de Inglaterra, lo que le permitió a Teobaldo para reclamar dos exlíderes de las Cruzadas como sus tíos. Su hermano mayor, Enrique II, conde de Champaña, ya había servido como consorte de la reina Isabel I de Jerusalén, dando a Teobaldo otra relación cruzada prominente.
Teobaldo propuso un nuevo enfoque para las cruzadas: en lugar de atacar el territorio de la dinastía ayubí, que estaba bien defendida después de su reciente derrota del Imperio selyúcida y rodeada de facciones islámicas aliadas, se podría dirigir un esfuerzo más fructífero contra Egipto, que era por entonces el centro del poder musulmán en el Levante, pero que tenía la mayoría de sus mejores tropas haciendo campaña en el este. Egipto habría dado a los cruzados inmensos recursos y acortado sus líneas de suministro; la población cristiana local también habría reducido el gran problema de la mano de obra.
La cruzada fue mal desde el principio: Teobaldo murió en 1201 y el ejército que llegó a Venecia en el verano de 1202 era un tercio del tamaño que se había previsto (cuatro mil quinientos caballeros, nueve mil escuderos, se esperaban veinte mil hombres armados). En consecuencia, no había suficiente dinero para pagar a los venecianos, cuya flota fue contratada por los cruzados para llevarlos a Egipto. La política veneciana bajo el viejo y ciego pero aún ambicioso Dux Enrico Dandolo estaba potencialmente en desacuerdo con la del papa y los cruzados, porque Venecia estaba estrechamente relacionada comercialmente con Egipto.) En ese momento, los enviados venecianos discutían términos comerciales con los egipcios, pero al final se decidió que tales discusiones les habrían permitido engañar a los egipcios.

## Alejo III
Mientras tanto, en Constantinopla, el depuesto Isaac II Ángelo y su hijo Alejo IV Ángelo estaban en prisión tras el golpe de Estado de Alejo III Ángelo. Sin embargo, Isaac no estaba destinado a pasar el resto de sus días en la cárcel; su joven hijo Alejo IV escapó de la prisión en el verano de 1203 y huyó a la corte de Felipe de Suabia, el hijo menor de Federico I Barbarroja. Felipe y Alejo IV eran cuñados debido al matrimonio del primero con la hermana del segundo, Irene Angelina.
Alejo le pidió a Felipe que lo ayudara a él y a su padre a recuperar el trono bizantino. Afortunadamente para Alejo, Felipe tenía buenas conexiones con el nuevo líder de la Cuarta Cruzada, Bonifacio I de Montferrato (Teobaldo III, conde de Champaña había muerto en 1201). Por lo tanto, cuando Alejo ofreció 500 Caballeros, 10,000 soldados junto con comida y dinero para ayudar a los cruzados en su viaje a Egipto, el Dux Enrico Dandolo y los otros líderes de la Cuarta Cruzada aceptaron felizmente este nuevo desafío. Los cruzados estaban desesperadamente necesitados tanto de dinero, ya que no tenían ninguno en las cantidades que requerían, especialmente para pagar la deuda veneciana de 34 000 marcos de plata. Como una ventaja adicional, Alejo IV prometió unir la Iglesia Bizantina a la Iglesia de Roma.
Inocente reprendió a los líderes de los cruzados y les ordenó que se dirigieran inmediatamente a Tierra Santa.
Alejo III, el emperador bizantino en el momento no hizo preparativos para la defensa de la ciudad: había pocas tropas y muy pocos buques militares. El gasto militar fue visto como un desperdicio por los emperadores corruptos de la época y el dinero fue utilizado para intereses personales o en favoritos. Así, cuando la flota veneciana entró en las aguas de Constantinopla el 24 de junio de 1203, encontraron poca resistencia. El 5 de julio de 1203, el ejército cruzado cruzó el Bósforo en el sector comercial mal defendido de la capital, la Torre de Galata fue el único desafío que se encontró. Por lo general, con poco personal y bajos suministros, la torre ofreció resistencia durante no más de 24 horas. Después de esto, los cruzados lanzaron un asalto infructuoso contra las murallas de Constantinopla, repelidos por la Guardia Varega. Sin embargo, las acciones decisivas del Dux veneciano le permitieron a él y a sus compatriotas desembarcar en las playas y en poco tiempo los murallas estaban en manos de los cruzados. Alejo III huyó; Isaac y más tarde su hijo fueron coronados coemperadores el 1 de agosto de 1203.

El duque de Venecia, un hombre viejo y ciego, se paró en la proa de su galera con el estandarte de San Marcos y ordenó a sus hombres que condujeran el barco a tierra. Y así lo hicieron, y él saltó y plantó la bandera delante de él en el suelo. Y cuando los demás vieron el estandarte de San Marcos y la galera del dux varados, se avergonzaron y lo siguieron a tierra.

## Alejo IV Ángelo
Alejo IV pronto se dio cuenta de que la generosa oferta prometida a los cruzados no se cumpliría. Se las había arreglado para pagar aproximadamente la mitad de la cantidad prometida de 200 000 marcos de plata, mientras que esto había pagado de los 34 000 marcos originales que los cruzados adeudaban, los venecianos desde entonces habían exigido más dinero desde que su flota fue arrendada por mucho más tiempo de lo esperado (debido a las numerosas divisiones). Para empeorar las cosas, Alejo IV prometió que cubriría el alquiler de la flota de los venecianos para los cruzados.
Mientras tanto, el dinero (incluidas los 100.000 marcos de plata adeudadas por el emperador bizantino) debía recaudarse con impuestos pesados e impopulares. No pasó mucho tiempo antes de que la población de Constantinopla se cansara de la presencia de los cruzados: sus demandas llevaron a los fuertes impuestos que se gastaban en su mantenimiento. Además, comenzaron a destruir la ciudad, saqueando para "pagarnos a nosotros mismos" como lo tenía el cronista Robert de Clari.
El 19 de agosto de 1203, en un acto de celo miope, algunos cruzados fueron a la ciudad y prendieron fuego a la mezquita ubicada fuera de los muros de la ciudad. El fuego se extendió, destruyendo no solo la mezquita, sino innumerables casas e iglesias. Este incendio fue el peor que golpeó Constantinopla desde los disturbios de Nika de 532, bajo el reinado de Justiniano I. Unos días después, los cruzados exigieron su pago una vez más. Cuando Alejo IV les habló de la situación, la guerra se hizo inevitable.

## Alejo V Ducas
Tanto los cruzados como los ciudadanos de Constantinopla acordaron que Alejo IV tenía que irse. El 25 de enero de 1204, Alejo Ducas derrocó a Alejo IV Ángelos: su padre ciego fue asesinado poco después de que Alejo fuera estrangulado con una cuerda de arco. Ducas estaba poco relacionado con la familia imperial al tener como amante a Eudoxia Angelina, hija de Alejo III y Eufrósine Ducaina Kamatera. Asumió el trono como Alejo V. Los cruzados y los venecianos, indignados por el asesinato de su supuesto patrón, se prepararon para asaltar la capital bizantina. Decidieron que 12 electores (seis venecianos y seis cruzados) deberían elegir un emperador latino.

### Asalto final
Alejo V Ducas le dio a Bizancio el liderazgo que le había faltado durante más de 30 años. Ordenó que las murallas fueran reforzados y totalmente tripulados. La altura de las paredes se incrementó de tal manera que las naves venecianas no pudieron emular su éxito anterior.
Varios asaltos iniciales fallaron hasta que el Dux hizo que las naves fueran atadas en pares, duplicando así su impulso mientras navegaban contra las fortificaciones. Cuando los venecianos se apoderaron de dos torres, los cruzados francos tomaron una puerta y la abrieron a sus camaradas. Alejo V intentó contraatacar, pero cuando esto falló, huyó a Tracia con su amante Eudoxia Angelina y su madre Eufrósine Ducaina Kamatera. Allí se casaron Alejo V y Eudoxia, consolidando su relación con los Ángelos. Más tarde fue capturado por los cruzados en 1205 y ejecutado.
Mientras tanto, la ciudad fue saqueada durante tres días. Los francos destruyeron la ciudad, destruyendo más de lo necesario. Los venecianos comenzaron a saquear y a tomar los tesoros que pudieron encontrar, de los cuales menos fueron los famosos Caballos de San Marcos. Enrico Dandolo los envió a Venecia como parte de su botín. Serían colocados en la terraza de la fachada de la Basílica de San Marcos en 1254. Permanecerán allí hasta el saqueo de Venecia por el general Napoleón Bonaparte de la Primera República Francesa en 1797. Bonaparte los envió a París donde permanecieron hasta la Restauración Borbónica de 1815. Luego fueron devueltos a Venecia donde aún permanecen.
Un relato contemporáneo describe la destrucción desenfrenada propagada por los cruzados en la ciudad caída:

Rompieron las imágenes sagradas y arrojaron las reliquias sagradas de los Mártires a lugares que me da vergüenza mencionar, esparciendo por todas partes el cuerpo y la sangre del Salvador... En cuanto a su profanación de la Gran Iglesia, destruyeron el altar mayor y compartieron las piezas entre sí... Y trajeron caballos y mulas a la Iglesia, para transportar mejor los vasos sagrados, el púlpito, las puertas y los muebles dondequiera que se encontraran; y cuando algunas de estas bestias resbalaron y cayeron, las atravesaron con sus espadas, ensuciando a la Iglesia con su sangre y sus entrañas. Una ramera común fue entronizada en la silla del Patriarca, para lanzar insultos a Jesucristo; y cantaba canciones obscenas, y bailaba inmodestamente en el lugar sagrado... ni se mostraba misericordia a las matronas virtuosas, las criadas inocentes o incluso las vírgenes consagradas a Dios...
- Nicetas Choniates

Cuando Inocencio III se enteró de la conducta de sus cruzados, los castigó en términos inequívocos. Pero la situación estaba más allá de su control, especialmente después de que su legado, por propia iniciativa, había absuelto a los cruzados de su voto de proceder a Tierra Santa.
Cuando se restableció el orden, los cruzados y los venecianos procedieron a implementar su acuerdo; Balduino de Flandes fue elegido emperador y el veneciano Tomas Morosini elegido patriarca. Las tierras repartidas entre los líderes no incluían todas las antiguas posesiones bizantinas. La regla bizantina continuó en Nicea, Trebisonda y Epiro.